# Dilophodes khasiana
Dilophodes khasiana là một loài bướm đêm trong họ Geometridae.